# LGBT

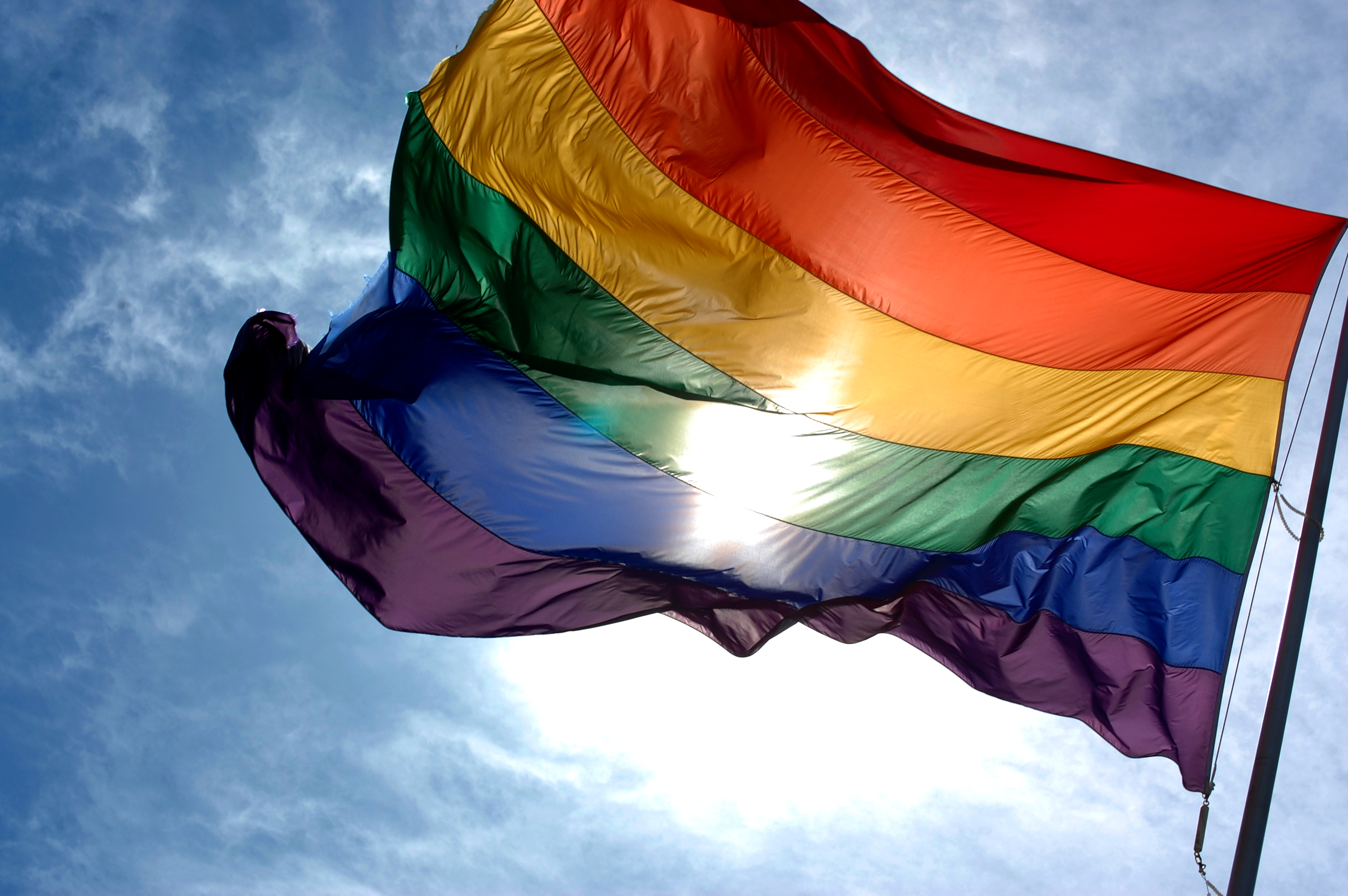
A bandeira arco-íris é um símbolo do orgulho lésbico, gay, bissexual e transgênero (LGBT) e movimentos sociais LGBT em uso desde a década de 1970.

LGBT é uma sigla que significa Lésbicas, Gays, Bissexuais e Transgênero. Em uso desde a década de 1990, o termo é uma adaptação da sigla LGB, que começou a substituir o termo gay em referência à comunidade LGBT mais ampla a partir de meados da década de 1980, que aproximadamente a partir de 1988, ativistas começaram a usar o inicialismo LGBT nos Estados Unidos.
A sigla tornou-se popular como uma autodesignação, e esta, bem como algumas de suas variantes comuns, tendem a funcionar como um termo abrangente para minorias de orientação sexual e identidade de gênero, sendo adotado pela maioria dos centros comunitários sobre estas minorias e em meios de comunicação nos Estados Unidos, bem como alguns outros países anglófonos. O termo é usado também em alguns outros países, particularmente naqueles cujos idiomas usam acrônimos, tais como Argentina, Brasil, França e Turquia.
A sigla LGBT pode referir-se a qualquer pessoa não-heterossexual ou não-cisgênero, ou fora das normas de gênero pela sua orientação sexual, identidade ou expressão de gênero, ou características sexuais. Para reconhecer essa inclusão, várias variantes surgem, sendo uma das mais populares a LGBTQ, que adiciona a letra Q para as pessoas que se identificam como queer ou estão em questionamento da sua orientação sexual ou identidade de gênero. Aqueles que adicionam pessoas intersexo a grupos ou organizações LGBT poderão usar variantes como LGBTI. Algumas organizações também poderão usar variantes como LGBTIQ, LGBTQI ou LGBT+, sendo o "+" é por vezes adicionado ao final para incluir qualquer outra minoria relacionada que não tenha sido representada pelas outras iniciais. Outras variantes menos comuns também existem, como LGBTQIA+ com o A significando pessoas assexuais e, agênero ou arromânticas, ou ainda em uso controverso para pessoas aliadas. Siglas mais longas, com algumas sendo duas vezes mais longas que LGBT, geraram críticas por sua extensão, e a implicação de que a sigla se refere a uma única comunidade também é controversa. Outra sigla utilizada é a LGBTQIAPN+, na qual pessoas pansexuais e não binárias são incluídas pelo P e N.
As pessoas podem ou não se identificar como LGBT+, dependendo das suas preocupações políticas ou se elas vivem em um ambiente discriminatório, bem como a situação dos direitos LGBT onde elas vivem.

## Origens do termo

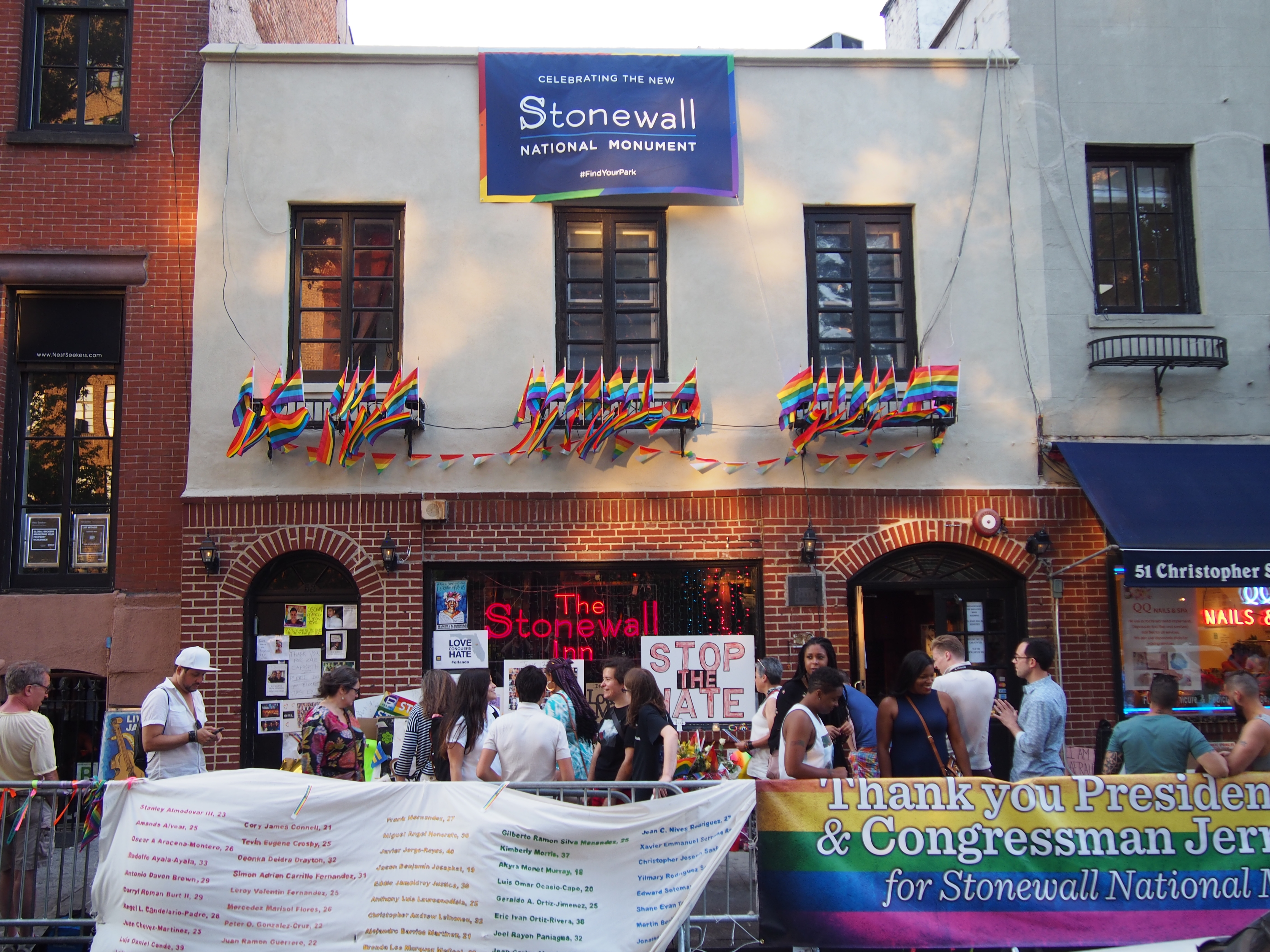
O Stonewall Inn no bairro gay de Greenwich Village, Manhattan, local da rebelião de Stonewall em junho de 1969, o berço do movimento moderno pelos direitos LGBT e um ícone da cultura LGBT, é adornado com bandeiras arco-íris.

O primeiro termo amplamente usado, homossexual, agora carrega conotações negativas nos Estados Unidos. Foi substituído por homófilo nas décadas de 1950 e 1960, e subsequentemente gay na década de 1970; o último termo foi adotado primeiro pela comunidade homossexual.
À medida que as mulheres lésbicas conseguiam mais espaço público, a frase "gays e lésbicas" tornou-se mais comum. Uma disputa sobre se o foco principal de seus objetivos políticos deveria ser o feminismo ou os direitos homossexuais levou à dissolução de algumas organizações lésbicas, incluindo as Daughters of Bilitis, que se desfez em 1970 após disputas sobre qual objetivo deveria ter precedência. Como a igualdade era uma prioridade para as mulheres feministas lésbicas, a disparidade de papéis entre homens e mulheres ou butch e femme era vista como patriarcal. As feministas lésbicas evitavam a reprodução de papeis de gênero típicos em casais heterossexuais que era generalizada em bares, bem como o chauvinismo percebido por homens gays; muitas mulheres lésbicas feministas se recusaram a trabalhar com homens gays ou a assumir as suas causas.
Mulheres lésbicas que mantinham a visão essencialista, de que haviam nascido homossexuais e usavam o descritor "lésbica" para definir atração sexual, muitas vezes consideravam as opiniões separatistas de lésbicas-feministas prejudiciais à causa dos direitos homossexuais. Pessoas bissexuais e transgênero também buscaram reconhecimento como categorias legítimas dentro da comunidade minoritária maior.
Após a ação do grupo na rebelião de Stonewall de 1969 em Nova York, no final dos anos 1970 e início dos anos 1980, alguns gays e lésbicas aceitaram menos pessoas bissexuais ou transgênero. Os críticos disseram que as pessoas transgênero estavam disseminando estereótipos e bissexuais eram simplesmente homens gays ou mulheres lésbicas que tinham medo de sair do armário e ser honesto sobre as suas identidades. Cada comunidade lutava para desenvolver as suas próprias identidade, incluindo se, e como, se alinhar com outras comunidades baseadas em minorias de orientação sexual ou identidade de gênero, às vezes excluindo outros subgrupos; esses conflitos continuam até hoje. Ativistas e artistas LGBT criaram cartazes para aumentar a consciência sobre o assunto desde o início do movimento.
Por volta de 1988, ativistas começaram a usar o inicialismo LGBT nos Estados Unidos. Durante a década de 1990, dentro do movimento, as pessoas lésbicas, gays, bissexuais e transgênero tinham o mesmo respeito. Isso estimulou algumas organizações a adotarem novos nomes, como a GLBT Historical Society fez em 1999. Embora a comunidade LGBT tenha visto muita controvérsia em relação à aceitação universal de diferentes grupos de membros (indivíduos bissexuais e transgêneros, em particular, às vezes foram marginalizados pela comunidade LGBT em geral), o termo LGBT tem sido um símbolo positivo de inclusão.
Apesar do fato de que LGBT não abrange nominalmente todos os indivíduos em comunidades menores, o termo é geralmente aceito para incluir aqueles não especificamente identificados na inicial de quatro letras. De modo geral, o uso do termo LGBT tem, ao longo do tempo, ajudado em grande parte a trazer indivíduos de outra forma marginalizados para a comunidade em geral. A atriz transgênero Candis Cayne em 2009 descreveu a comunidade LGBT como "a última grande minoria", observando que "ainda podemos ser perseguidos abertamente" e ser "atacados pela televisão".
Em 2016, o Media Reference Guide da GLAAD afirma que LGBTQ é o inicialismo preferido nos países anglófonos, sendo mais inclusivo para membros mais jovens das comunidades que adotam queer como um autodescritor. No entanto, algumas pessoas consideram queer um termo depreciativo originado em discurso de ódio e o rejeitam, especialmente entre os membros mais velhos da comunidade.

## Lusofonia

Bandeira (oficiosa) da comunidade LGBT portuguesa

### Portugal
Em Portugal, o termo usado pelas associações nos últimos anos têm sido LGBTI, outros termos como LGBTQ e o histórico LGBT também são utilizados em Portugal.

### Brasil
O termo atual geralmente usado para as minorias sexuais e de gênero no Brasil é LGBT (união das minorias sociais discriminadas por questões de gênero e sexualidade). A alteração do termo GLBT em favor de LGBT foi aprovada na 1ª Conferência Nacional GLBT, realizada em Brasília no período de 5 e 8 de junho de 2008. A mudança de nomenclatura foi realizada a fim de valorizar as lésbicas no contexto da diversidade sexual e também de aproximar o termo brasileiro com o termo predominante em várias outras culturas; pois dava um protagonismo aos gays, que são apenas uma parte da comunidade.
A partir destas Conferências Nacionais LGBT, foi sendo construído o Sistema Nacional LGBT, também o Conselho Nacional de Combate à Discriminação e Promoção dos Direitos de LGBT, dispositivos criados para o acompanhamento de ações que fomentem o debate sobre as questões LGBT em vários espaços de governo, instituições de ensino e espaços da sociedade civil.

## Variantes
Existem muitas variantes, incluindo variações que alteram a ordem das letras; LGBT ou GLBT são os termos mais comuns e os mais frequentemente vistos. Embora idêntica em significado, LGBT pode ter uma conotação mais feminista do que GLBT como coloca o "L" (para "lésbica") na frente. Na Espanha é utilizado LGTB, invertendo-se as letras "B" e "T". LGBT também pode incluir "Q" para "queer" ou "questionamento" produzindo as variantes "LGBTQ" e "LGBTQQ". No Reino Unido, às vezes é estilizado como LGB&T, enquanto o Partido Verde da Inglaterra e País de Gales usa o termo LGBTIQ em seu manifesto e publicações oficiais.
A ordem das letras não foi padronizada. Além das variações entre as posições do "L" e do "G" como inicial, as letras menos comuns, se usadas, podem aparecer em quase qualquer ordem. Os termos variantes nem sempre representam diferenças políticas dentro da comunidade, mas surgem simplesmente das preferências de indivíduos e grupos.

### Inclusão das pessoas transgênero

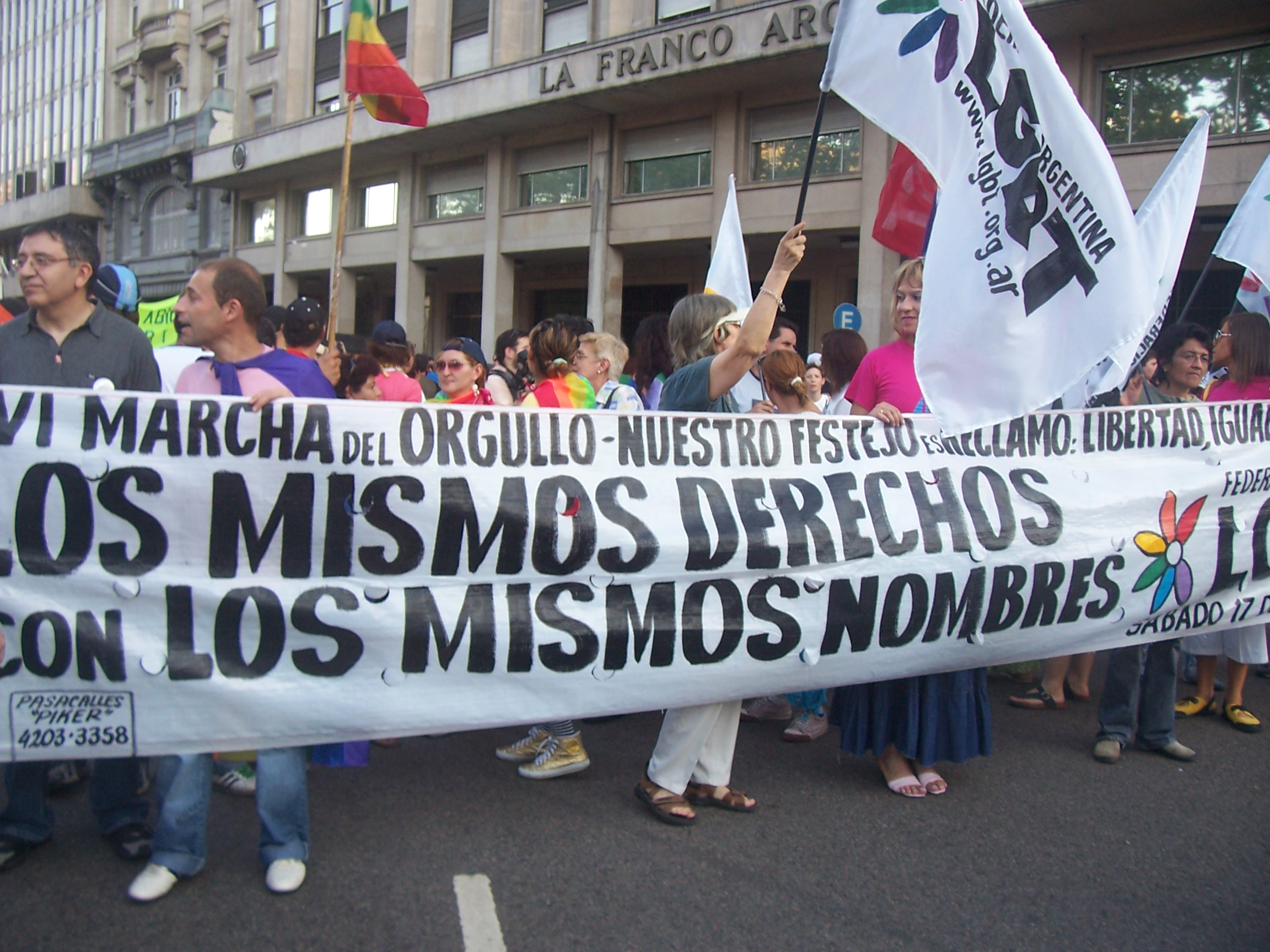
A parada do orgulho em Buenos Aires, 2007, organizada pela Federação Argentina de Pessoas LGBT, com o inicialismo LGBT visível no banner do grupo.

O termo transgênero inclui por definição homens e mulheres trans, e pessoas não-binárias, no entanto o termo por vezes é recategorizado para trans por alguns grupos, onde trans (sem um asterisco) tem sido usado para descrever homens e mulheres trans, enquanto alguns grupos usam trans* para abranger homens e mulheres trans, e pessoas não-binárias. Do mesmo modo, o termo transexual geralmente se enquadra no termo "transgênero", mas algumas pessoas que se identificam como transexuais se opõem a isso. Quando não inclui as pessoas trans, a sigla LGBT às vezes é encurtada para LGB.

### Inclusão das pessoas intersexo
A relação das pessoas intersexo com a comunidade de lésbicas, gays, bissexuais e transgênero, é complexa, mas as pessoas intersexo são muitas vezes adicionadas à categoria LGBT para criar uma sigla LGBTI. Algumas pessoas intersexo preferem o inicialismo LGBTI, enquanto outras preferem que elas não sejam incluídas como parte do termo. Emi Koyama descreve que a inclusão dos intersexo em LGBTI pode ser falha em questões dos direitos humanos específicos das pessoas intersexo, incluindo a criação de falsas impressões "que os direitos das pessoas intersexo são protegidos" por leis que protegem as pessoas LGBT e não reconhecendo que muitas pessoas intersexo não são LGBT. A Organisation Intersex International Australia, afirma que alguns indivíduos intersexo são não-heterossexuais, e alguns são heterossexuais, mas o "ativismo LGBTI tem lutado pelos direitos das pessoas que caem fora do sexo binário esperado e normas de gênero." Julius Kaggwa do SIPD Uganda escreveu que, enquanto a comunidade gay "nos oferece um lugar de relativa segurança, também é alheio às nossas necessidades específicas".
Numerosos estudos têm demonstrado as taxas mais altas de atração do mesmo sexo em pessoas intersexo, um recente estudo australiano sobre pessoas nascidas com características sexuais atípicas, descobriu que 52% dos entrevistados não eram heterossexuais. Pesquisas sobre as pessoas intersexo têm sido usadas para explorar meios de prevenir a homossexualidade. Como uma experiência de nascer com, ou naturalmente desenvolver, uma combinação de características sexuais que não se encaixam nas normas sociais, intersexo pode ser distinguido de transgênero, porém algumas pessoas são intersexo e transgênero.

### Outras variantes
Muitas pessoas procuraram um termo genérico para substituir os numerosos inicialismos existentes. Palavras como queer e arco-íris foram tentados, mas a maioria não foi amplamente adotada. Queer tem muitas conotações negativas para pessoas mais velhas que se lembram da palavra como uma provocação e um insulto e esse uso (negativo) do termo continua. Muitos jovens também entendem queer como mais politicamente carregado do que LGBT.
SGL (same gender loving, ou amor pelo mesmo gênero em português) às vezes é utilizado entre afro-americanos homossexuais como uma maneira de distinguir-se do que consideram ser comunidades LGBT dominadas por pessoas brancas.
Algumas pessoas defendem o termo "identidades sexuais e de gênero minoritárias" (do inglês, minority sexual and gender identities: MSGI, cunhado em 2000), de modo a incluir explicitamente todas as pessoas que não são cisgênero e heterossexuais; ou "minorias de gênero, sexuais e românticas" (do inglês, gender, sexual, and romantic minorities: GSRM), que é mais explicitamente inclusivo de orientações românticas minoritárias e poliamor; mas também não foram amplamente adotados. Outros termos genéricos raros são "Diversidades de Gênero e Sexuais" (do inglês, Gender and Sexual Diversities: GSD), "Orientações e Identidades de Gênero Marginalizadas, e Intersexo" (do inglês, Marginalized Orientations, Gender Identities, and Intersex: MOGII) e "Orientações e Alinhamentos de Gênero Marginalizados, e Intersexo" (do inglês, Marginalized Orientations, Gender Alignments and Intersex: MOGAI).
Em ambientes de saúde pública, HSH ("homens que fazem sexo com homens") é clinicamente usado para descrever homens que fazem sexo com outros homens sem se referir à sua orientação sexual, com MSM ("mulheres que fazem sexo com mulheres") também usado como um termo análogo.

## Críticas ao termo

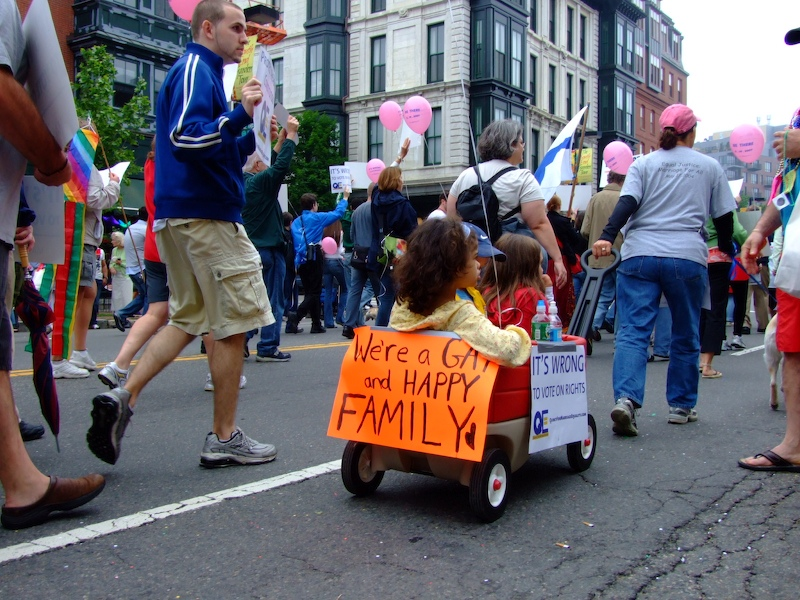
Famílias LGBT, como essas na parada do orgulho em Boston, 2007, são rotuladas como não-heterossexual por pesquisadores, por causa da variedade de questões sobre o assunto.

Os acrônimos LGBT ou GLBT não agradam a todos que abrangem. Por exemplo, alguns argumentam que as causas transgêneros e transexuais não são as mesmas que as das pessoas lésbicas, gays e bissexuais (LGB). Este argumento centra-se na ideia de que a transgeneridade e transexualidade têm a ver com a identidade de gênero ou com a compreensão de uma pessoa ser ou não ser homem ou mulher, independentemente da sua orientação sexual. As questões LGB podem ser vistas como uma questão de orientação sexual ou atração. Essas distinções foram feitas no contexto de uma ação política na qual os objetivos do LGB, como a legislação do casamento entre pessoas do mesmo sexo e os direitos humanos no trabalho (que podem não incluir pessoas trans e intersexo), podem ser percebidos como diferentes dos objetivos transgêneros e transexuais.
Muitas pessoas têm procurado um termo genérico para substituir os numerosos acrônimos existentes. Palavras como queer (um termo guarda-chuva para as minorias sexuais e de gênero que não são heterossexuais ou gênero-binário) e arco-íris são utilizados mas não foram amplamente adotados pela maioria. Queer, em países anglófonos, muitas vezes têm conotações negativas para as pessoas mais velhas que se lembram da palavra como uma provocação e insulto; tal uso negativo do termo continua. Muitos jovens também entendem queer como mais politicamente carregado do que LGBT. "Arco-íris" tem conotações que recordam os hippies, movimentos da Nova Era e grupos como a Rainbow Family ou a Rainbow/PUSH de Jesse Jackson.
Algumas pessoas defendem o termo "identidades sexuais e de gênero minoritárias" (MSGI, em inglês, cunhado em 2000), ou "gêneros e sexualidades minoritários" (GSM), de modo a incluir explicitamente todas as pessoas que não são cisgênero e heterossexual, ou "minorias românticas, sexuais e de gênero" (GSRM), que é mais explicitamente inclusivo das orientações românticas minoritárias e poliamor, mas nenhuma tem sido amplamente adotada. Outros termos guarda-chuva raros são Gênero e Diversidade Sexual, Orientações Marginalizadas, Identidades de Gênero e intersexo e Orientações Marginalizadas, Gêneros Excluídos e intersexo.

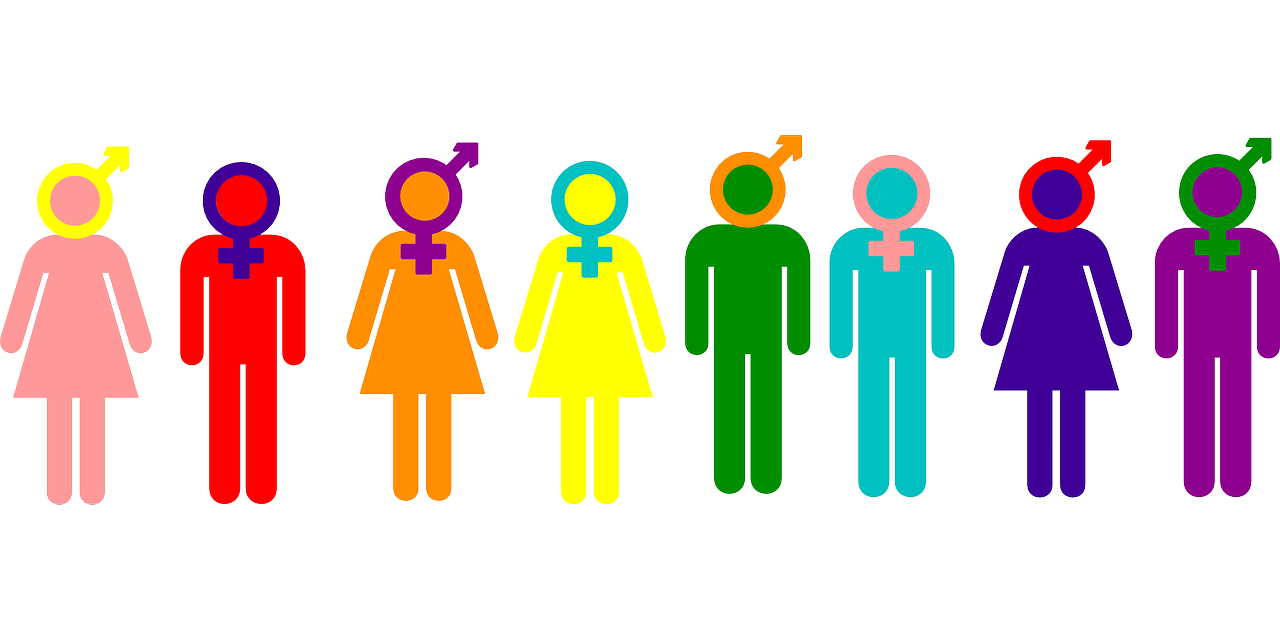
A inclusividade na comunidade LGBT

Um reverso para as situações acima é a crença de "separatismo gay e lésbica" (que não deve ser confundido com o "separatismo lésbico" relacionado), que sustenta que lésbicas e gays formam (ou devem formar) uma comunidade distinta e separada de outros grupos normalmente incluídos na esfera LGBTQ. Embora não sempre aparecendo em número suficiente ou tendo uma organização para ser chamado de movimento, os separatistas são um elemento significativo, ruidoso e ativo dentro de muitas partes da comunidade LGBT. Em alguns casos, os separatistas negam a existência ou o direito à igualdade das orientações não-monossexuais e da transexualidade. Isso pode se estender à publica bifobia e transfobia. Em contraste com os separatistas, Peter Tatchell, do grupo de direitos humanos LGBT OutRage!, argumenta que separar o movimento transgênero dos LGB seria "loucura política", afirmando que "os queers são, como pessoas transgênero, desviantes de gênero. Não estamos de acordo com os pressupostos heterossexuais tradicionais do comportamento masculino e feminino, e relações emocionais com o mesmo sexo. Devemos celebrar nossa discordância contra as normas sociais vigentes".
A representação de uma abrangente "comunidade LGBT" ou "comunidade LGB", também é rejeitada por algumas pessoas lésbicas, gays, bissexuais e transgêneros. Alguns não subscrevem nem aprovam a solidariedade política e social, a visibilidade e as campanhas de direitos humanos que normalmente acompanham os mesmos, incluindo marchas e eventos de orgulho gay. Alguns deles acreditam que agrupar pessoas em orientações não-heterossexuais perpetua o mito dos rótulos gay/lésbica/bi/assexual/pansexual e etc. torna uma pessoa diferente de outras pessoas de maneira inferiorizada. Essas pessoas são muitas vezes menos visíveis em comparação com a maioria dos gays ou ativistas LGBT. Uma vez que esta facção é difícil de ser distinguida da maioria heterossexual, é comum as pessoas assumirem que todas as pessoas LGBT apoiam a libertação LGBT e a visibilidade das pessoas LGBT na sociedade, incluindo o direito de viver a vida de uma maneira diferente da maioria. No livro de 1996, Anti-Gay, uma coleção de ensaios editada por Mark Simpson, o conceito de uma identidade "que serve para todos" baseada em estereótipos LGBT é criticada por suprimir a individualidade das pessoas LGBT.
Escrevendo para a BBC News Magazine em 2014, Julie Bindel perguntou se os vários grupos de gênero agora "reunidos sob o mesmo rótulo [...] compartilham dos mesmos problemas, valores e objetivos?". Bindel faz referências a uma série de novos acrônimos possíveis para diferentes combinações e conclui que pode ser hora de as alianças serem reformadas ou, finalmente, de "seguir por caminhos separados".